# Emanuel Steward
Emanuel Steward (7 de julio de 1944 - 25 de octubre de 2012) fue un boxeador, profesor y comentarista de HBO Boxing estadounidense. Steward ha capacitado a 41 combatientes como campeones del mundo a lo largo de su carrera, sobre todo a Lennox Lewis, Wladimir Klitschko, Thomas Hearns, y Tucker Tony. Sus peleadores de peso pesado tenían un récord de 34-2-1 combinados en peleas por el título. Fue un integrante del Salón de la Fama de Boxeo Internacional, y el Salón de la Fama Mundial del Boxeo. Steward también era conocido por su trabajo de caridad en Detroit, Míchigan, ayudando a los jóvenes en peligro para alcanzar una educación.

## Biografía
Steward nació en Bottom Creek, Virginia Occidental, pero, por la edad de 12 años, se había mudado con su madre a Detroit, Míchigan, después de que ella se divorció de su padre, que era un minero de carbón.

## Combatientes entrenados
Entre los campeones del mundo y los contendientes más valorados que han entrenado o pedido asesoramiento Steward en algún momento de su carrera son:
- Dennis Andries
- Wilfred Benítez
- Julio César Chávez
- Kermit Cintron
- Miguel Cotto
- Chad Dawson
- Oscar De La Hoya
- Domonique Dolton
- Yuriorkis Gamboa
- Miguel Ángel González
- Naseem Hamed
- Thomas Hearns
- Evander Holyfield
- John David Jackson
- Hilmer Kenty
- Ole Klemetsen
- Wladimir Klitschko
- Andy Lee
- William "Caveman" Lee
- Lennox Lewis
- Oliver McCall
- Mike McCallum
- Gerald McClellan
- Milton McCrory
- Steve McCrory
- Michael Moorer
- Jimmy Paul
- Graciano Rocchigiani
- Adonis "Superman" Stevenson
- Jermain Taylor
- Duane Thomas
- James Toney
- Syd Vanderpool